# Peter Topping

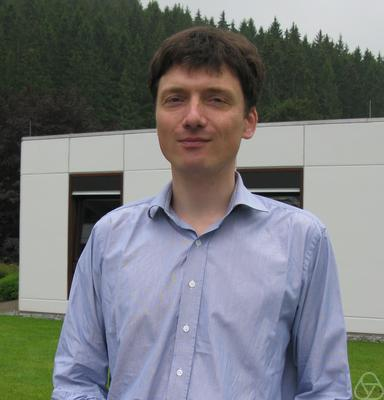
Peter Topping, Oberwolfach 2012

Peter Topping (* 1971) ist ein britischer Mathematiker, der sich mit Differentialgeometrie und geometrischer Analysis befasst, speziell mit Ricci-Flüssen und Harmonischer-Abbildung-Flüssen.
Topping wurde 1997 an der University of Warwick bei Mario Micallef promoviert (The Harmonic Map Heat Flow from Surfaces).  Er ist Professor an der University of Warwick.
2014 war er eingeladener Sprecher auf dem Internationalen Mathematikerkongress in Seoul (Ricci flow with unbounded curvature). 2005 erhielt er den Whitehead-Preis und 2006 den Philip Leverhulme Prize.

## Schriften (Auswahl)
- Lectures on the Ricci Flow, London Mathematical Society Lecture Note Series, 325, Cambridge University Press 2006
- Rigidity in the harmonic map heat flow, J. Differential Geometry, Band 45, 1997, S. 593–610
- Repulsion and quantization in almost-harmonic maps, and asymptotics of the harmonic map flow, Annals of Math., Band 159, 2004, S. 465–534.
- An approach to the Willmore conjecture, in: David Hoffman (Hrsg.), Global theory of minimal surfaces,Clay math. proc., vol. 2, AMS (2005), S. 769–772
- mit Robert McCann: `Ricci flow, entropy and optimal transportation.' American Journal of Math., Band 132, 2010, S. 711–730
- The foundations via optimal transportation.' In `Optimal Transportation, Theory and Applications,  LMS lecture notes series, vol. 413, (2014) CUP.
- mit Gregor Giesen: Ricci flows with unbounded curvature,  Math. Zeit., Band 273, 2013, S. 449–460